# Yvonne Brill (schrijver)
Yvonne Brill (Amsterdam, 19 juni 1942 – Emmen, 3 januari 2021) was een Nederlandse schrijfster van jeugdliteratuur. Zij heeft ook gepubliceerd onder pseudoniem Jaap Helder. Zij is vooral bekend door de serie Bianca (meisjesboeken over paarden) en de serie Rob en Rieneke (leren lezen voor dyslectische kinderen).

## Biografie
Brill heeft in Haarlem de meisjes-HBS gevolgd. Op de middelbare school heeft ze een ongepubliceerde dichtbundel geschreven. In Amsterdam en Haarlem heeft ze reclametekenen en illustreren gestudeerd op de Kunstnijverheidsschool. Ze heeft een aantal jaren bij de platenfirma Bovema EMI Records in Heemstede gewerkt (o.a. heeft ze sprookjes geschreven die, door Jos Brink verteld, op plaat zijn uitgebracht). Later ging ze werken bij uitgeverij Het goede Boek in Huizen. Daarna verhuisde zij naar Assen om bij de uitgeverij Van Gorcum te gaan werken. Uiteindelijk stapte zij  over naar de Drentse- en Asser Courant. Brill brak door als schrijfster van jeugdboeken toen uitgeverij Kluitman interesse kreeg voor haar boeken.
In 2013 verloor zij haar partner Jacobus Emanuel Kuizenga (1936-2013) en vestigde zij zich permanent in het Drentse Aalden. Zij was actief bij de Kunstenaarsherberg Zweeloo en gaf tekenlessen.
De boeken zijn fictief. Haar boeken zijn inmiddels door drie uitgeverijen in de handel gebracht: Kluitman, Fontein en Publique Uitgevers.
Op 3 januari 2021 is Brill op 78-jarige leeftijd overleden aan de gevolgen van COVID-19.

### Bianca
Alle delen van de Bianca-serie in de juiste volgorde van jaar van originele uitgifte. Er zijn inmiddels drie uitgevers voor de serie geweest, waardoor de volgorde nogal eens moeilijk te vinden is.
1. Bianca in galop (Kluitman)
2. Daar komt Bianca te paard (Kluitman)
3. Bianca wint een paard (Kluitman)
4. Bianca op concours (Kluitman)
5. Bianca naar de manege (Kluitman)
6. Bianca rijdt voorop (Kluitman)
7. Bianca neemt een hindernis (Kluitman)
8. Bianca naar manege "Het Zilveren Paard" (Kluitman)
9. Bianca in de arreslee (Kluitman)
10. Bianca en het paardrijkamp (Kluitman)
11. Bianca op de stoeterij (Kluitman)
12. Bianca naar de Duinruiters (Kluitman)
13. Bianca rijdt dressuur (Kluitman)
14. Bianca in volle draf (Kluitman)
15. Bianca op huifkartocht(Kluitman)
16. Bianca in de hoofdrol (Kluitman)
17. Bianca redt een merrie (Fontein)
18. Bianca maakt een piaffe (Fontein)
19. Bianca rijdt military (Fontein)
20. Bianca op sulky (Fontein)
21. Bianca in de Wildwestshow (Fontein)
22. Bianca en de mysterieuze hengst (Fontein)
23. Bianca en het Gouden Godenpaard (Fontein)
24. Bianca op de Olympische Spelen (Fontein)
25. Bianca naar Manege Rampenfonds (Fontein)
26. Bianca en de steppepaarden (Fontein)
27. Bianca in de Camargue (Fontein)
28. Bianca op ruiterkamp (Fontein)
29. Bianca op trektocht (Fontein)
30. Wedrennen met Bianca (Fontein)
31. Bianca en haar kampioen (Fontein)
32. Bianca op de hoogvlakte (Fontein)
33. Bianca en de Shetlanders (Fontein)
34. Bianca en haar vrienden (Fontein)
35. Bianca en de Koningshoeve (Fontein)
36. Bianca gaat naar Deurne (Fontein)
37. Bianca loopt stage (Fontein)
38. Bianca naar manege De Drie Hoofden  (Fontein)
39. Bianca en de Gouden Zweep (Fontein)
40. Bianca en de Berenboschstoeterij(Fontein)
41. Bianca's Hongaarse avontuur (Fontein)
42. Bianca als cowgirl  (Fontein)
43. Bianca en de zieke hengst (Fontein)
44. Bianca op de fokkerij (Fontein)
45. Bianca redt Wildfire (Fontein)
46. Bianca en manege Paardenvreugd
47. Bianca en de Freiberger paarden (Fontein)
48. Bianca koopt een Fries  (Fontein)
49. Bianca in Andalusië  (Fontein)
50. Bianca op de huifkar  (Fontein)
51. Bianca op mencursus (Fontein)
52. Bianca's kasteelrit (Fontein)
53. Bianca en Firebird (Fontein)
54. Bianca en haar veulen (Fontein)
55. Bianca traint voor jockey (Fontein)
56. Bianca op toernooi (Fontein)
57. Bianca en manege de vriendschap (Fontein)
58. Bianca en haar paardenliefde (Publique Uitgevers)
59. Bianca en Gypsy (Publique Uitgevers)
60. Bianca's grote ramp (Publique Uitgevers)
61. Bianca ontdenkt het geluk (Literoza.nl)
62. Bianca in zwaar weer (Lecturium uitgeverij)
63. Bianca je kunt het (Lecturium uitgeverij)
64. Bianca je bent uniek
65. Bianca afscheid van Drenthe?

### Clowntje Anders
1. Clowntje Anders
2. Clowntje Anders zoekt het hogerop
3. Clowntje Anders op de bok
4. Het circus van Clowntje Anders
5. Clowntje Anders maakt iedereen blij
6. Applaus voor Clowntje Anders
7. Clowntje Anders naar Parijs
8. Clowntje Anders heeft een plan
9. Clowntje Anders zorgt voor een verrassing

### Brenda
1. Brenda op de renbaan
2. Brenda wint de race
3. Brenda steelt de show
4. Brenda en de wilde hengst
5. Brenda trekt door stad en land
6. Brenda en het zilveren paard

### Jella
1. Jella het veulen
2. Jella als draver
3. Jella's grote kans
4. Jella op de Franse toer
5. Jella gaat in training
6. Jella's comeback

### Akkerlanden
1. Paardrijden op de Akkerlanden
2. Feest op de Akkerlanden
3. Lente op de Akkerlanden
4. Als het herfst wordt op de Akkerlanden
5. Hindernissen op de Akkerlanden

### Jossie
1. Jossie van de Paardenhoeve
2. Jossies paardenavontuur

### Mieke en Meta
1. Mieke en Meta maken muziek
2. Mieke en Meta in de musical
3. Mieke en Meta op de camping
4. Mieke en Meta spelen het klaar
5. Mieke en Meta treden op

### Pien en Paula
1. Pien en Paula
2. Pien en Paula gaal logeren
3. Pien en Paula naar de windhoek

### Jessica
1. Jessica en haar computerbende
2. Jessica en het geheime computerspel
3. Jessica en het verdwenen gouden ei

### Rancho Romantica
- Rancho romantica
- Ole voor Rancho Romantica
- Rancho Romantica op Mallorca

### Fietsclub "Krap bij kas"
1. Fietsclub "Krap bij Kas"
2. Fietsclub "Krap bij Kas" maakt het helemaal
3. Fietsclub "Krap bij kas" op de moderne toer
4. Fietsclub "Krap bij Kas" gaat over de grens

### Vijf Meisje
- Vijf meisjes op trektocht
- Vijf meisjes gaan skiën
- Vijf meisjes naar het wad

### Overig
- Rob en Rieneke serie (8 delen)
- Kanoclub De Woelwaters
- Als de regengod roept
- Dromen zijn toch bedrog
- Wadje de zeehond (Noordboek, eind 2014)
- (es)  (en)  Look under water (Visserij Museum Palamós)
- (es)  Marc y Maite con el perro robado (Rey Ediciones Girona)

- Digitale Bibliotheek voor de Nederlandse Letteren: bril013
- Gemeinsame Normdatei: 1251432778
- International Standard Name Identifier: 0000 0003 6917 8264
- Nederlandse Thesaurus van Auteursnamen: 068869185
- RKD-Nederlands Instituut voor Kunstgeschiedenis: 12596
- Virtual International Authority File: 286324391
- WorldCat: E39PBJwxKg3qfHY8XHgJwcvJXd